# Schloss Frondsberg
Schloss Frondsberg är ett slott i Österrike.   Det ligger i distriktet Weiz och förbundslandet Steiermark, i den östra delen av landet, 110 km sydväst om huvudstaden Wien. Schloss Frondsberg ligger 603 meter över havet.
Terrängen runt Schloss Frondsberg är huvudsakligen kuperad. Schloss Frondsberg ligger nere i en dal som går i nord-sydlig riktning. Runt Schloss Frondsberg är det ganska tätbefolkat, med 75 invånare per kvadratkilometer.. Närmaste större samhälle är Weiz, 12,2 km söder om Schloss Frondsberg. 
I omgivningarna runt Schloss Frondsberg växer i huvudsak blandskog.